# 馬普
馬普（法語：Mapou）是非洲東部島國毛里裘斯朗帕河區的村庄，位於岛屿北部，为朗帕河區议会所在地。该村由马普村议会在朗帕河區议会的监督下管理。村里有郵政局、學校、法院和其他設施，居民人數为1,275（2011年）。